# David Michelinie
David Michelinie ( /mɪkəˈlaɪni/) (6 de mayo de 1948) es un escritor de cómics estadounidense conocido por escribir guiones para The Amazing Spider-Man e Iron Man de la editorial Marvel Comics y la sección de Superman en Action Comics DC Comics. Entre los personajes que creó o cocreó están Venom, Carnage, Scott Lang y Máquina de Guerra.

## Carrera temprana
Michelinie creció en Louisville y trabajó en una compañía de producción de películas antes de mudarse a Nueva York para participar en un programa para aprendices iniciado por DC Comics.
Algunos de los primeros trabajos de Michelinie aparecieron en House of Secrets de DC Comics y en una periodo de Swamp Thing (#14-18 y #21-22), ilustrado por Nestor Redondo. Michelinie y el artista Ernie Chan crearon Claw the Unconquered en 1975. Michelinie tuvo un period oen la sección de Aquaman en Adventure Comics, lo que llevó al resurgimiento del título propio de este personaje en 1977. En la historia de Aquaman en Adventure Comics #452, Manta Negra mató al hijo bebé de Aquaman, Arthur Curry Jr., asfixiándolo, esta muerte ha afectado al personaje desde entonces. Mientras escribía la serie Karate Kid, Michelinie usó el seudónimo Barry Jameson. Creó al personaje Gravedigger con el artista Ed David en Men of War #1 (agosto de 1977). Los Star Hunters fueron creados por Michelinie junto con el editor Joe Orlando y el artista Don Newton, debutaron en DC Super Stars #16 (septiembre-octubre de 1977) y aparecieron en su propia serie, que tuvo una corta duración. La historia original de Madame Xanadu en Doorway to Nightmare #1 (febrero de 1978) fue desarrollada por Michelinie y Val Mayerik.

## Marvel Comics
Entre los trabajos más conocidos de Michelinie se encuentran sus dos periodos en Iron Man con el entintador Bob Layton, quien también coescribía las tramas, con quien a finales de década de 1970 e inicios de la década de 1980, introdujeron el alcoholismo del personaje y las variantes especializadas de su armadura. Durante estos periodos también fueron creados personajes de reparto de Iron Man como Bethany Cabe, Jim Rhodes y Justin Hammer. Después de dejar el título en 1981, Michelinie se reunió con Layton a finales de 1986 y, junto con el dibujante MD Bright, cerraron el arco argumental de Advanced Idea Mechanics del escritor anterior Dennis O'Neil e inicio «Armor Wars»; durante este priodo él y Layton introdujeron a Fantasma. Michelinie dijo que había pensado que nunca volvería a Iron Man, sintiendo que al final de su carrera él y Bob Layton habían hecho todo lo que se propusieron hacer con la serie, pero cuando el editor le ofreció trabajar en el título, aceptó hacerlo después de pensarlo durante la noche. Michelinie dejó Iron Man una vez más después del #250, concluyendo su segunda colaboración con Layton con una secuela de la historia de viaje en el tiempo en la que aparece Doctor Doom de los números 149-150.
Michelinie fue uno de los escritores de The Avengers de 1978 a 1982, trabajando con los artistas John Byrne y George Pérez. Durante este tiempo, él y Byrne crearon a Scott Lang en The Avengers #181 (marzo de 1979), y creó a Taskmaster con Pérez en The Avengers #195 (mayo de 1980). 
De 1987 a 1994, Michelinie escribió The Amazing Spider-Man, con arte de Todd McFarlane, Erik Larsen y Mark Bagley, durante ese periodo introdujo a los supervillanos Venom, en el #298 (marzo de 1988) y a Carnage, en el #361 (abril de 1992). Michelinie había planeado presentar a Venom con mayor anticipación e incluyó una escena teaser en Web of Spider-Man #18, en la que Peter Parker es empujado por Venom, fuera de foco, en el camino de un tren en movimiento. Michelinie abandonó Web of Spider-Man poco después y no pudo continuar con la introducción de Venom hasta que escribió The Amazing Spider-Man.
Después de Stan Lee, Michelinie tuvo el segundo periodo más largo como escritor en The Amazing Spider-Man.[cita requerida]
También escribió la serie limitada Venom: Lethal Protector en 1993, en al que Venom era el personaje principal y por primera vez actuaba como antihéroe en lugar de villano.

## Valiant, retorno a DC y Future Comics
A principios de la década de 1990, David Michelinie trabajó en Valiant Comics en los títulos Rai, HARD Corps, Turok: Dinosaur Hunter y Magnus, Robot Fighter.
Trabajo nuevamente para DC con el lanzamiento de la serie Justice League Task Force en 1993 con el artista Sal Velluto. En 1994, Michelinie se convirtió en el escritor de Action Comics, donde permaneció durante tres años. Como uno de los cinco escritores principales de Superman en ese entonces, coescribió Superman: The Wedding Album en 1996. David Michelinie y el artista Paul Ryan son los únicos creadores de cómics que han contribuido a los números de bodas de Spider-Man (Peter Parker casándose con Mary Jane Watson en The Amazing Spider-Man Annual #21, 1987)  y Clark Kent casándose con Lois Lane en Superman: The Wedding Album (diciembre de 1996). También escribió números de Superman Adventures y Steel, así como las miniseries Legion: Science Police, Superman's Nemesis: Lex Luthor y Superman vs. Predator, su último trabajo acreditado para DC Comics en 2000. Ese mismo año, unió fuerzas de nuevo con Bob Layton en la miniserie Iron Man: Bad Blood para Marvel Comics.
Después de una pausa, Michelinie regresó a los cómics al asociarse con Bob Layton y Dick Giordano para formar Future Comics, donde escribió las series Freemind, Metallix y Deathmask de 2002 a 2003.  La empresa cerró en 2004.

## Carrera posterior
En 2007, Michelinie escribió Kolchak Tales: The Frankenstein Agenda #1-3 para Moonstone Books. También para Moonstone, escribió varios cuentos en prosa que aparecieron en las antologías The Phantom Chronicles (2007), Werewolves: Dead Moon Rising (2007) y The Avenger: The Justice Inc. Files (2011).
Él y Layton volvieron a colaborar en la miniserie de cuatro números Iron Man: Legacy of Doom (2008), el one-shot Iron Man: The End (2009), el one-shot What If? Iron Man: Demon in an Armor (2011) y una continuación de cuatro números de la historia «Armor Wars» (Iron Man #258.1-258.4, 2013). Regresó Venom con historias para Venom #150 (2017), Venom Annual #1 (2018) y Venom vol. 4 #25 (2020), todos con dibujo de Ron Lim, quien había trabajado en Venom: Lethal Protector. Tras el éxito de las dos películas de Venom, en 2021 Marvel le encargó a Michelinie que escribiera una nueva miniserie de cinco números, Venom: Lethal Protector vol. 2, con arte de Ivan Fiorelli, que se publicó en 2023, que fue seguida por Venom: Separation Anxiety, una serie limitada de 2024 dibujada por Gerardo Sandoval.

## Guiones
Como guionista, Michelinie trabajó en dos episodios de la serie animada Iron Man: Armored Adventures, con Bob Layton como coguionista, y escribió los cortometrajes Hellevator (2011) y Nobody's Tomorrow (2018).

### DC Comics
| - Action Comics #702-722, 724-736, #0, Annual #7-9 (1994-1997) - Adventure Comics #441, 443, 445, 450-452 (Aquaman), #456-458 (Superboy) (1975-1978) - Aquaman #57-61 (1977-1978) - Army at War #1 (1978) - Cancelled Comic Calvacade #1 (Claw the Unconquered) (1978) - Claw the Unconquered #1-12 (1975-1978) - DC Comics Presents #3 (Superman y Adam Strange) (1978) - DC Super Stars #16 (Star Hunters) (1977) - DC Universe Holiday Bash #1 (1997) - Doorway to Nightmare #1 (1978) - Hercules Unbound #7-9 (1976-1977) - House of Mystery #224, 232, 235, 238, 248, 252, 257-259, 263, 286-287 (1974-1980) - House of Secrets #116, 122, 126-127, 130, 147 (1974-1977) - Jonah Hex #13-15 (1978) - Justice League Task Force #1-3 (1993) - Karate Kid #2-10 (1976-1977) - Legion: Science Police #1-4 (1998) - Men of War #1-4 (1977-1978) - Phantom Stranger #35-36 (1975) | - Plop! #7-8, 19 (1974-1976) - Secrets of Haunted House #5 (1975) - Sgt. Rock #311, 315 (1977-1978) - Shadowdragon Annual #1 (1995) - Starfire #1-2 (1976) - Star Hunters #1-7 (1977-1978) - Star Spangled War Stories #183-192, 194-203 (Unknown Soldier) (1974-1977) - Steel #17-19 (1995) - Superman Annual #8 (1996) - Superman Adventures #32, 44, Special #1 (1998-2000) - Superman's Nemesis: Lex Luthor #1-4 (1999) - Superman: The Wedding Album #1 (1996) - Superman vs. Predator #1-4 (2000) - Swamp Thing #14-18, 21-22 (1975-1976) - Tales of Ghost Castle #1 (1975) - Unknown Soldier #254-256 (1981) - Weird Mystery Tales #15-16 (1974-1975) - Weird War Tales #30, 72 (1974-1979) - Wonder Woman #218 (consultor de guión de Martin Pasko) (1975) |

### Marvel Comics
| - The Amazing Spider-Man #205, 290-292, 296-352, 359-388, Annual #21-26, 28, Annual '95, Super Special #1 (1980, 1987-1995) - The Avengers #173, 175-176, 181-187, 189, 191-205, 221, 223, 340 (1978-1982, 1991) - The Bozz Chronicles #1-6 (1985-1986) - Captain America #258-259, Annual #5 (1981) - Carnage vol. 2 #1 (2022) - Daredevil #167 (1980) - Death of the Venomverse (backup-story) #2-5 (2023) - Doctor Strange #46 (1981) - Further Adventures of Indiana Jones #4-18, 20-22, 26-27 (1983-1985) - Hero #1-6 (1990) - The Incredible Hulk #232 (1979) - Indiana Jones and the Last Crusade #1-4 (1989) - Indiana Jones and the Temple of Doom #1-3 (1984) - Iron Man #116-157, 215-250, Annual #9-10 (1978-1982, 1987-1989) - Iron Man #258.1-258.4 (2013) - Iron Man: Bad Blood #1-4 (2000) - Iron Man: Legacy of Doom #1-4 (2008) - Iron Man: The End #1 (2009) - Krull #1-2 (1983) - Marvel Fanfare #4 (1982) - Marvel Graphic Novel #16-17, 27 (1985-1987) - Marvel Premiere #47-48, 55-56 (1979-1980) - Marvel Super-Heroes #5, 14 (1991-1993) - Marvel Super Special #28, 30 (1983-1984) | - Marvel Team-Up #103, 108, 110, 136, 142-143 (1981-1984) - Marvel Two-In-One #76, 78, 97-98, Annual #4 (1979-1983) - Mother Theresa of Calcutta (1984) - Pro Action Magazine #1 (Spider-Man) (1994) - Psi-Force #7 (1987) - Questprobe #3 (1985) - The Spectacular Spider-Man #173-175, 220, Annual #11-12, Super Special #1 (1991-1995) - Spider-Man #35, Super Special #1 (1993-1995) - Spider-Man: The Bug Stops Here #1 (1994) - Spider-Man: Black Suit & Blood #4 (2024) - Star Wars #51-52, 55-69, 78, Annual #2 (1981-1983) - Thundercats #1-6 (1985-1986) - Toxic Crusaders #8 (1992) - Venom #150, Annual #1 (2017-2018) - Venom vol. 4 #25 (2020) - Venom: Lethal Protector #1-6 (1993) - Venom: Lethal Protector vol. 2 #1-5 (2023) - Venom: Separation Anxiety #1-5 (2024) - Venom Super Special #1 (1995) - Web of Spider-Man #8-9, 14-20, 23-24, 70, Annual #7-8, Super Special #1 (1985-1995) - What If #38 (1983) - What If vol. 2 #85 (1996) - What If? Iron Man: Demon in an Armor (2011) - Wonder Man #1 (1986) |

### Warren Publishing
- Creepy #84 (1976)
- Eerie #81 (con Louise Simonson) (1977)

### Image Comics / Valiant Comics
- H.A.R.D. Corps # 1-16 (1992-1994)
- Magnus, Robot Fighter #11, 18-19 (1992)
- Rai #1-8 (1992)
- Secrets of the Valiant Universe #1 (1994)
- Turok: Dinosaur Hunter # 1-3 (1993)

### Valiant Comics
- Deathmate Yellow #1 (1993)

### Future Comics
- Death Mask #1-3 (2003)
- Freemind #0-7 (2002-2003)
- Metallix #0-6, Free Comic Book Day #1 (2002-2003)

### Moonstone
- Kolchak Tales: The Frankenstein Agenda #1-3 (2007)
- The Phantom: Ghost Who Walks #1-4 (consultor de Mike Bullock) (2009)

### Maneki Neko Books
- Gladstone’s School for World Conquerors: Gladstone's Revenge (one-shot) (2023)

### Binge Books (Sitcomics)
- Heroes Union: The Witch and the Warriors #1 (2025)